# Stefano Beltrame
Stefano Beltrame, né le 8 février 1993 à Biella en Italie, est un footballeur italien, qui évolue au poste d'attaquant au Biellese 1902.

## Biographie
Piémontais de naissance, Beltrame est formé par le grand club de sa région natale, la Juventus Football Club, avec qui il rejoint la Primavera (équipe jeune des moins de 20 ans) en 2011. Il parvient à remporter le Torneo di Viareggio 2012 puis la Coupe d'Italie Primavera la saison suivante.
C'est durant la saison 2012-13 que l'entraîneur de l'équipe première Antonio Conte décide de lancer Beltrame à presque 20 ans. Il joue son premier match professionnel pour la Juve le 26 janvier 2013 lors d'un match de championnat comptant pour la 22e journée (match nul 1-1 contre le Genoa), entrant en jeu à la 82e minute à la place de Claudio Marchisio. À la fin de la saison, il remporte le scudetto avec la Vieille Dame.
Le 2 septembre 2013, Beltrame est prêté au club de Bari pour une durée d'un an.
Le 17 décembre 2020, il résilie son contrat avec le CSKA Sofia.

## Palmarès
Avec la Juventus, il remporte la Coupe d'Italie Primavera en 2013 avec les jeunes et il est sacré champion d'Italie avec les pro la même année.